# Country Partners
Country Partners es el cuarto álbum de estudio colaborativo de los músicos Loretta Lynn y Conway Twitty. Fue publicado en junio de 1974 por el sello MCA Records.

## Recepción de la crítica
Un escritor no especificado de la revista Cash Box declaró: “Loretta Lynn y Conway Twitty son dos de los cantantes más destacados de la escena country. Ambos tremendamente talentosos en sus propias carreras, cuando hagan un LP juntos puedes estar seguro de que será muy especial”. Un escritor no especificado de Record World declaró: “Conway y Loretta ofrecen otra actuación convincente que seguramente generará grandes ventas y difusión. Ambos tienen el control total en todo momento.”.

## Lista de canciones
| Lado uno |                                   |               |          |  |
| N.º      | Título                            | Escritor(es)  | Duración |  |
| 1.       | «As Soon as I Hang Up the Phone»  | Conway Twitty | 2:31     |  |
| 2.       | «Don't Mess Up a Good Thing»      | Oliver Sain   | 2:48     |  |
| 3.       | «Love's Not Where Love Should Be» | Tracey Lee    | 2:40     |  |
| 4.       | «Two Lonely People»               | L.E. White    | 2:44     |  |
| 5.       | «I Changed My Way»                | Twitty        | 3:05     |  |
| 6.       | «Country Bumpkin»                 | Don Wayne     | 3:34     |  |

| Lado dos |                                     |                            |          |  |
| N.º      | Título                              | Escritor(es)               | Duración |  |
| 1.       | «Spiders & Snakes»                  | Jim Stafford David Bellamy | 2:55     |  |
| 2.       | «I'm Gettin' Tired of Losing You»   | Twitty                     | 2:47     |  |
| 3.       | «Sweet Things I Remember About You» | Darlene Shofner            | 2:18     |  |
| 4.       | «It All Falls Down»                 | Kenny Starr                | 2:11     |  |
| 5.       | «Lifetime Before»                   | William C. Hall Bill Hayes | 2:01     |  |

## Créditos y personal
Créditos según Loretta Lynn Fan Website.
Músicos
- Loretta Lynn – voz principal
- Conway Twitty – voz principal
- Bob Moore – bajo eléctrico
- Harold Bradley – bajo eléctrico
- Tommy Markham – batería
- The Nashville Sounds – coros
- Grady Martin – guitarra
- Ray Edenton – guitarra acústica
- Hargus Robbins – piano
- John Hughey – steel guitar

Personal técnico
- Owen Bradley – productor
- Bud Gray – fotografía

## Posicionamiento

### Gráfica semanal
| Gráfica (1974)                                    | Pico de posición |
| ------------------------------------------------- | ---------------- |
| Estados Unidos (Billboard Hot Country LPs)        | 1                |
| Estados Unidos (Record World Country Album Chart) | 1                |

### Gráfica de fin de año
| Gráfica (1974)                             | Pico de posición |
| ------------------------------------------ | ---------------- |
| Estados Unidos (Billboard Hot Country LPs) | 15               |